# Kreisgericht Erfurt
Das Kreisgericht Erfurt war von 1849 bis 1879 ein preußisches Kreisgericht mit Sitz in Erfurt. 

## Geschichte
Die „Verordnung über die Aufhebung der Privatgerichtsbarkeit und des eximierten Gerichtsstandes sowie über die anderweitige Organisation der Gerichte“ vom 2. Januar 1849 hob dann auch die Patrimonialgerichtsbarkeit auf. Gleichzeitig wurde das Appellationsgericht Naumburg geschaffen, dem Kreisgerichte, darunter das Kreisgericht Erfurt zugeordnet waren. Sein Sprengel umfasste:
| Sprengel         | Gerichtseingesessene 1849 |
| ---------------- | ------------------------- |
| Kreis Erfurt     | 46.168                    |
| Kreis Ziegenrück | 13.667                    |
| Kreis Weißensee  | 83.383                    |
| Summe            | 52.897                    |

Gerichtskommissionen wurden in Gefell, Ranis, Sömmerda, Weißensee und Ziegenrück eingerichtet.
Der Schwurgerichtsbezirk Erfurt umfasste die Kreisgerichte Erfurt, Langensalza und Suhl.
Mit den Reichsjustizgesetzen wurden die Gerichte im Deutschen Reich vereinheitlicht. Das Kreisgericht Erfurt wurde 1879 aufgehoben. Neu eingerichtet wurde nun das Amtsgericht Erfurt im Bezirk des Landgerichtes Erfurt.

## Gerichtskommission Ranis
Die Gerichtskommission Ranis war für die Stadt Ranis sowie die Orte Bodelwitz, Brandenstein, Crölpa, Dobian, Großkamsdorf, Goßwitz, Gertewitz, Gräfendorf, Kleinkamsdorf, Oepitz, Oelsen, Rittergut Burgranis, Rockendorf, Schmorda, Seißla, Trannroda, Wilhelmsdorf, Wöhlsdorf, Wernburg und Zella zuständig. Dieser Sprengel umfasste 1849 5.669 Gerichtseingesessene. 1879 wurde die Gerichtskommission aufgehoben und das Amtsgericht Ranis gebildet.

## Gerichtskommission Ziegenrück
Die Gerichtskommission Ziegenrück war für die Stadt Ziegenrück sowie die Orte Altenbeuthen, Bahren, Cülmla, Drognitz, Eßbach, Gössitz, Liebengrün, Liebschütz mit Walsburg, Moxa, Neuenbeuthen, Neidenberga mit Zschobernhacke, Paska, Peuschen und Reitzengeschwenda zuständig. Dieser Sprengel umfasste 1849 4.992 Gerichtseingesessene. 1879 wurde die Gerichtskommission aufgehoben und das Amtsgericht Ziegenrück im Sprengel des Landgerichts Rudolstadt gebildet.

## Gerichtskommission Gefell
Die Gerichtskommission Gefell war für die Stadt Ziegenrück sowie die Orte Blankenberg mit Arlaß, Blintendorf und Sparnberg zuständig. Dieser Sprengel, bestehend aus preußischen Exklaven, umfasste 1849 3.006 Gerichtseingesessene. 1879 wurde die Gerichtskommission aufgehoben.

## Gerichtskommission Sömmerda
Die Gerichtskommission Sömmerda war für die Stadt Sömmerda sowie die Orte Schallenburg, Rohrborn, Tunzenhausen, Wenigensömmern und Wundersleben zuständig. Dieser Sprengel umfasste 1849 5.915 Gerichtseingesessene. 1879 wurde die Gerichtskommission aufgehoben und das Amtsgericht Sömmerda gebildet.

## Gerichtskommission Weißensee
Die Gerichtskommission Weißensee war für die restlichen Orte des Kreises Weißensee zuständig. Dieser Sprengel umfasste 1849 17.636 Gerichtseingesessene. 1879 wurde die Gerichtskommission aufgehoben und das Amtsgericht Weißensee gebildet.

## Richter
- Julius Wilhelm Breithaupt (1852–1863 Kreisgerichtdirektor)[5]